# 2008年不丹國民議會選舉
不丹國民議會選舉於2008年3月24日舉行 。
此次選舉只有不丹和諧黨與人民民主黨來到不丹選舉委員會登記參選。原本不丹國家黨有意準備登記參選，但後又向選舉委員會取消參選申請。

## 選舉制度
此次選舉為兩輪投票制，在第一輪投票時，政黨都會派人參加全國二十個宗的初選。到最後最高票數的兩個政黨就可以繼續派出候選人參加第二輪選舉並爭取國民議會裡面的47個議席。
不過此次選舉只有兩個政黨派人參選，所以就不必舉行第二輪選舉。

## 競選過程

### 模擬選舉
2007年4月21日，不丹舉行模擬選舉國民議會全部47席，並在全國開了869個模擬投票站。而此次模擬參選的政黨有雷龍黃黨（代表傳統觀念）、雷龍紅黨（代表產業發展）、雷龍藍黨（代表公平問責）、雷龍綠黨（代表保護環境）。最高票的兩個政黨會在5月28日進行第二輪投票決一生死。模擬選舉觀察員來自聯合國以及印度。
| 政黨             | 選票    | %     |
| ---------------- | ------- | ----- |
| 雷龍黃黨         | 55,263  | 44.30 |
| 雷龍紅黨         | 25,423  | 20.38 |
| 雷龍藍黨         | 25,295  | 20.28 |
| 雷龍綠黨         | 18,766  | 15.04 |
| 總數             | 124,747 | 100   |
| 登記選民／投票率 | 283,506 | 44.00 |

結果能夠入圍第二輪投票的兩個政黨分別是雷龍黃黨與雷龍紅黨，5月28日舉行第二輪投票決一生死，而舉行第二輪投票的目的是要將國會變成兩黨制，這樣可以防止出現聯合政府與政治不穩。而第二輪投票由雷龍黃黨奪取全部47席。第二輪投票率有66％。
此次模擬選舉有283,506人登記投票，原本政府預計會有40萬符合資格的人會進行選民登記。

## 結果
| 政黨                 | 選票    | %     | 席數 |
| -------------------- | ------- | ----- | ---- |
| 不丹和諧黨           | 169,490 | 67.04 | 45   |
| 人民民主黨           | 83,522  | 32.96 | 2    |
| 總數（投票率79.4％） | 253,012 | 100   | 47   |
| 攷：                 |         |       |      |